# Hedysarum alpinum
Hedysarum alpinum är en ärtväxtart som beskrevs av Carl von Linné. Hedysarum alpinum ingår i släktet buskväpplingar, och familjen ärtväxter.

## Underarter
Arten delas in i följande underarter:
- H. a. alpinum
- H. a. laxiflorum
- H. a. americanum
- H. a. grandiflorum
- H. a. philoscia

## Bildgalleri

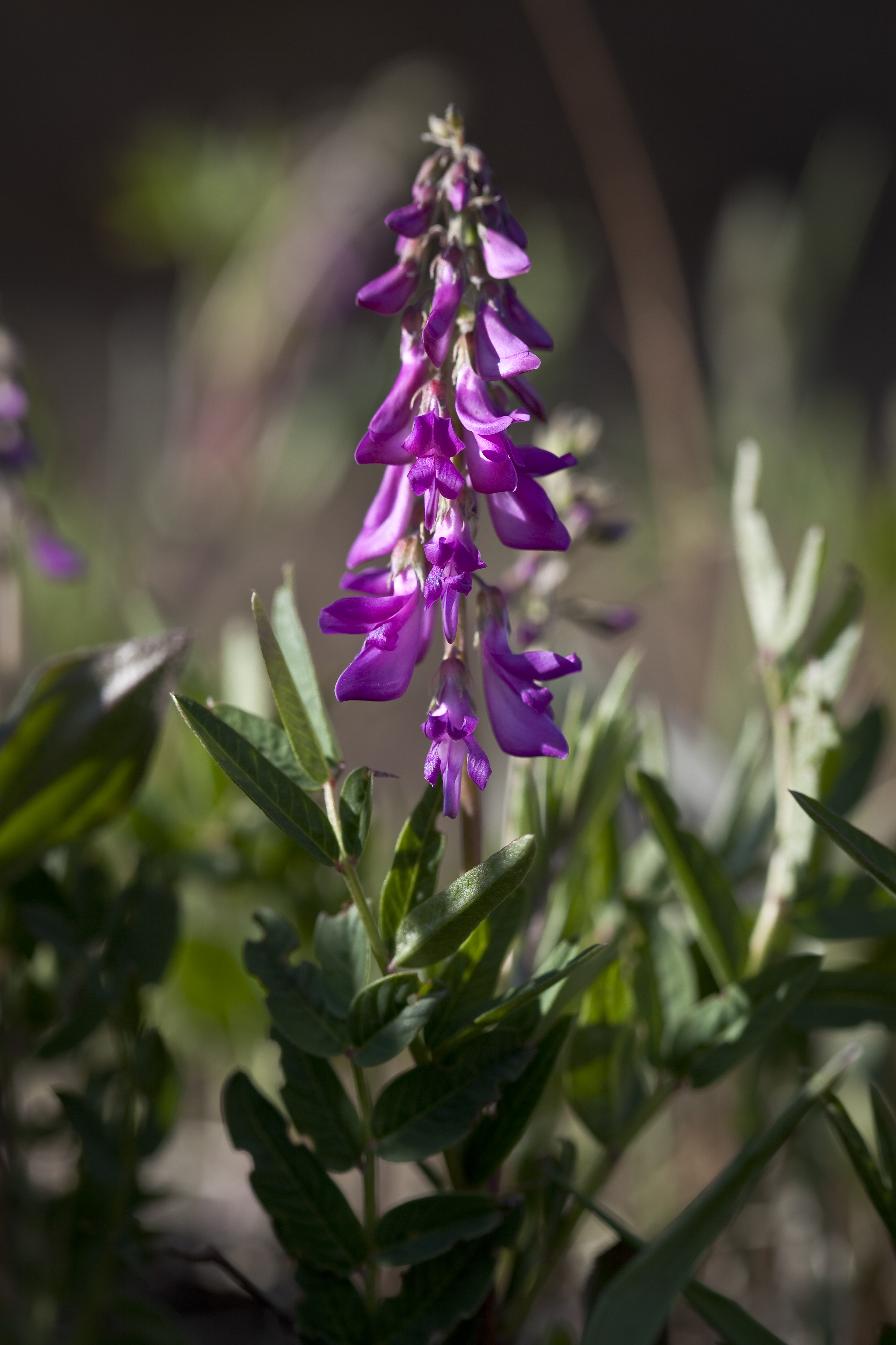
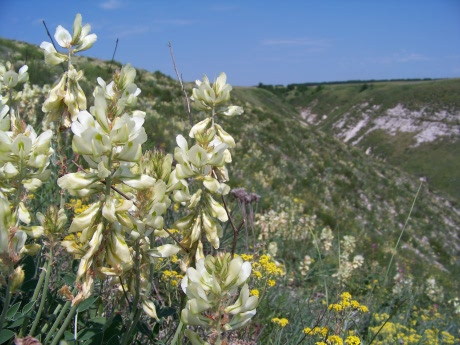